# Liste der Wappen im Kreis Coesfeld
Diese Liste beinhaltet alle in der Wikipedia gelisteten Wappen des Kreises Coesfeld in Nordrhein-Westfalen, inklusive historischer Wappen. Alle Städte, Gemeinden und Kreise in Nordrhein-Westfalen führen ein Wappen. Sie sind über die Navigationsleiste am Ende der Seite erreichbar.

Wappen des Kreises Coesfeld
Der Kreis Coesfeld in Nordrhein-Westfalen

## Wappen der Städte und Gemeinden
- Gemeinde Ascheberg[2]
- Stadt Billerbeck[3]
- Kreisstadt Coesfeld[4]
- Stadt Dülmen[5]
- Gemeinde Havixbeck[6]
- Stadt Lüdinghausen[7]
- Gemeinde Nordkirchen[8]
- Gemeinde Nottuln[9]
- Stadt Olfen[10]
- Gemeinde Rosendahl[11]
- Gemeinde Senden[12]

## Wappen ehemals selbstständiger Gemeinden

Gemeinde Ascheberg Ortsteil Alt-Ascheberg

Gemeinde Ascheberg Ortsteil Davensberg
Gemeinde Ascheberg Ortsteil Herbern
Gemeinde Ascheberg Ortsteil Herbern
Stadt Billerbeck Stadtteil Beerlage
Stadt Billerbeck Stadtteil Kirchspiel Billerbeck
Stadt Billerbeck Wappen des ehem. Amtes Billerbeck
Kreisstadt Coesfeld Stadtteil Kirchspiel Coesfeld
Kreisstadt Coesfeld Stadtteil Lette
Stadt Lüdinghausen Stadtteil Seppenrade
Stadt Dülmen Dülmen 1939–1947
Stadt Dülmen ehemaliges Amt Buldern
Stadt Dülmen Stadtteil Buldern
Stadt Dülmen ehemaliges Amt Dülmen
Stadt Dülmen Stadtteil Hiddingsel
Stadt Dülmen Stadtteil Kirchspiel
Stadt Dülmen Stadtteil Merfeld
Stadt Dülmen Stadtteil Rorup
Stadt Billerbeck Stadtteil Beerlage
- Stadt Billerbeck
Stadtteil Kirchspiel Billerbeck[17]
- Stadt Billerbeck
Wappen des ehem. Amtes Billerbeck[18]
Kreisstadt Coesfeld Stadtteil Kirchspiel Coesfeld
- Kreisstadt Coesfeld
Stadtteil Lette[20]
Stadt Lüdinghausen Stadtteil Seppenrade
Gemeinde Havixbeck
Stadt Dülmen
Gemeinde Nordkirchen
Gemeinde Nottuln
Dülmen 1939–1947[22]
Stadt Dülmen
Gemeinde Rosendahl
Gemeinde Senden
ehemaliges Amt Buldern[23]
- Stadt Dülmen
Stadtteil Buldern[24]
- Stadt Dülmen
ehemaliges Amt Dülmen[25]
- Stadt Dülmen
Stadtteil Hiddingsel[26]
- Stadt Dülmen
Stadtteil Kirchspiel[27]
- Stadt Dülmen
Stadtteil Merfeld[28]
- Stadt Dülmen
Stadtteil Rorup[29]

## Blasonierungen
1. ↑  Kreis Coesfeld: „Gespalten von Gold und Rot; vorn im oberen Drittel ein roter Balken, darunter eine rote Glocke, hinten ein stehender, gold gekleideter segnender Bischof, zu seinen Füßen eine goldene Gans.“
2. ↑  Ascheberg: „In Gold ein aus einem gezinnten, mit drei goldenen Kugeln belegten roten Schildfuß wachsender blauer Baum.“
3. ↑  Billerbeck: „In Blau drei schrägrechte silberne Wellenbalken.“
4. ↑  Coesfeld: „In Gold ein roter Ochsenkopf mit goldenem Halfter, goldenem Stirnband und silber-schwarzen Augen.“
5. ↑  Dülmen: „In Gold ein blaues Kleeblattkreuz.“
6. ↑  Havixbeck: „In Silber ein rechtsgewandter schwarzer, gold bewehrter Habicht auf einem grünen, mit einem schräglinken silbernen Wellenbalken belegten Dreiberg.“
7. ↑  Lüdinghausen: „In Gold eine rote Glocke, links oben begleitet von einem roten Ammoniten.“
8. ↑  Nordkirchen: „In Gold drei blaue 2:1 gestellte Kirchtürme, die beiden oberen mit spitzem, der untere mit barockem Helm.“
9. ↑  Nottuln: „In Rot ein silberner heiliger Sankt Martin zu Pferd mit Bettler, darüber im goldenen Schildhaupt drei grüne gestielte, balkenweise gestellte Haselnüsse.“
10. ↑  Olfen: „In Gold ein roter Balken, darüber ein großes rotes "W"; darunter ein großes rotes "O".“
11. ↑  Rosendahl: „In Rot ein silberner Schräglinksbalken, belegt mit drei roten Rosen mit goldenen Butzen und grünen Kelchblättern.“
12. ↑  Senden: „In Silber eine stilisierte grüne Linde, überzogen von einem schrägrechten roten vierzähnigen Turnierkragen.“
13. ↑  Alt-Ascheberg: „In Gold (Gelb) ein aus einem gezinnten, mit drei goldenen (gelben) Kugeln belegten roten Schildfuß wachsende grüne Esche.“
14. ↑  Davensberg: „In Gold (Gelb) ein linksgerichteter, herschauender, steigender, schwarzer rotbezungter und gold-(gelb-)bekrönter Löwe.“
15. ↑  Herbern: „In Gold (Gelb) und Blau, zweimal schräggeteilt.“
16. ↑  Beerlage: „Quadriert in Rot und Gold (Gelb); oben rechts und unten links je zwei gekreutzte goldene (gelbe) Schwerter, oben links und unten rechts je eine bewurzelte grüne Linde.“
17. ↑  Kirchspiel Billerbeck: „Geteilt in Silber (Weiß) und Blau; im oberen Feld ein schwarzer, mit drei silbernen (weißen) nebeneinander schräglinks gestellten Hämmern belegter Balken, im unteren blauen Feld eine silberne (weiße) Gans.“
18. ↑  Amt Billerbeck: „Geteilt durch einen schwarzen, silber-(weiß)-bordierten Balken, der mit drei nebeneinander schräglinks gestellten silbernen (weißen) Hämmern belegt ist, blau und rot; im blauen Felde drei silberne (weiße) schrägrechte Wellenbalken, im roten Felde zwei gekreuzte goldene (gelbe) Schwerter.“
19. ↑  Coesfeld-Kirchspiel: „In Gold (Gelb) ein rotes Gabelkreuz.“
20. ↑  Lette: „Auf silbernem (weißem) Grund gegittert mit je drei verflochtenen roten Stäben.“
21. ↑  Seppenrade: „In Rot ein goldener (gelber) Ammonit.“
22. ↑  Dülmen 1939–1947: „In Blau ein goldenes (gelbes) Stadttor, dessen runde, mit Zeltdach versehenen beiden Türme wiederum je ein Tor und untereinander je drei Schießscharten, sowie an der Innenseite je bis zur Höhe des Torbogens reichendes Ziertürmchen zeigen, während der überdachte Zwischenbau einen vorgekragten Wehrgang mit drei nebeneinanderliegenden Schießscharten besitzt.“
23. ↑  Amt Buldern: „Geteilt in Grün und Silber (Weiß), oben eine goldene (gelbe) Baumscheibe und unten drei im Schächerkreuzform stehende, durch einen goldenen Ring verbundene rote Büffelohren.“
24. ↑  Buldern: „Geteilt in Grün und Silber (Weiß), oben eine goldene (gelbe) Baumscheibe und untern drei im Schächerkreuzform stehende, durch einen goldenen Ring verbundene rote Büffelohren.“
25. ↑  Amt Dülmen: „In Blau der hl. Michael in Gold (Gelb) mit schwarzem Speer über einem nach links gewendeten roten Drachen.“
26. ↑  Hiddingsel: „In Silber (Weiß) ein schwarzer schrägrechter, von zwei roten Schwertern begleiteter Steg (fünflätziger Turnierkragen).“
27. ↑  Kirchspiel Dülmen: „Geteilt von Gold (Gelb) und Blau; oben wachsend das Hüftbild des heiligen Viktor in naturfarbenen Lederkoller, blauer Tunika, naturfarbenen Helm und silbernem (weißen) Nimbus, mit einem grünen Palmwedel in der Rechten und einem schwarzen Buch in der Linken; unten ein goldenes (gelbes) Schräggitter.“
28. ↑  Merfeld: „In Gold (Gelb) über einem grünen Hügel der hl. Antonius mit silbernem (weißem) Heiligenschein, blau-schwarzem Gewand, einem schwarzen durchgehenden Taukreuz mit schwarzer Glocke in der Rechten, einem silbernen (weißen) Buch in der Linken und zu seinen Füßen, ein rechtsgerichtetes goldenes (gelbes) Schwein.“
29. ↑  Rorup: „In Gold (Gelb), gegittert mit je drei verflochtenen roten Stäben.“